# Mačja Stena
Mačja Stena (en serbe cyrillique : Мачја Стена) est un village de Serbie situé dans la municipalité de Kuršumlija, district de Toplica. Au recensement de 2011, il comptait 8 habitants.

## Démographie
| 1948 | 1953 | 1961 | 1971 | 1981 | 1991 | 2002 | 2011 |
| ---- | ---- | ---- | ---- | ---- | ---- | ---- | ---- |
| 208  | 247  | 283  | 211  | 136  | 65   | 29   | 8    |

|  |